# 三甲基合铁(II)酸锂
三甲基合铁(II)酸锂是一种有机铁化合物，化学式为Li[Fe(CH3)3]。它可由碘化亚铁和甲基锂在醚溶液中反应制得。它可用作二甲基合铜(I)酸锂的替代试剂在和烯酮、烷基、乙烯基或烯丙基卤化物的反应中构筑碳-碳键。它在0 °C时THF中的氧化电位（E°）为−2.50 V。